# Зніт болотяний
Зніт болотяний, зніт болотний (Epilobium palustre) — рослина родини онагрові — Onagraceae.

## Екологія
Трапляється на болотах, заболочених луках і лісах, по берегах річок та озер.

## Будова
Рослина до 80 см заввишки із запушеними короткими простими й залозистими волосками стеблами й листками. Стебло прямостояче, круглясте, без листкових ліній. Листки — від лінійних до ланцетних, 2—9 см завдовжки й від 0,5 до 1,5 см завширшки, сидячі, до основи клиноподібно звужені, майже цілокраї. У верхній частині стебла листки розташовані по черзі, у середній та нижній частинах — супротивно.
Цвіте влітку. Квітки розміщуються на кінцях стебла й гілок, дрібні, з блідо-рожевими або білястими дволопатевими пелюстками 5—7 мм завдовжки. Маточка з булавоподібною приймочкою. Плід — коробочка завдовжки 4—8 см. коротко запушена або майже гола. Насінини веретеноподібні, густо вкриті бородавочками з пучком довгих тонких волосків на кінці.